# 田雄善
田雄善（韓語：전웅선，1986年6月14日—），南韓職業網球運動員。

## 外部連結
- 田雄善（英文/西班牙文）的官方資料
- 田雄善的國際網球總會 職業／青少年 官方資料（英文）
- 田雄善的官方資料（英文）